# Lepelstraat (plaats)
Lepelstraat (Brabants: Lepelstraot) is een dorp in de gemeente Bergen op Zoom, in de Nederlandse provincie Noord-Brabant. Lepelstraat heeft 1.945 inwoners en 30% van het land wordt gebruikt als boerenterrein. Lepelstraat was voor 1997 een deel van de gemeente Halsteren.

## Geschiedenis
Lepelstraat heeft in de zeventiende eeuw een belangrijke rol gespeeld in de kerkelijke geschiedenis van Halsteren. In 1647 werd in Lepelstraat een schuilkerk gevestigd. In die tijd komt de naam Lepelstraat voor het eerst in de archieven voor, maar dat wil niet zeggen dat er voor die tijd geen mensen in dit gebied woonden.

## Naam
Lepelstraat heeft een merkwaardige naam. Er zijn verschillende verklaringen mogelijk. Met het woord lepel kan de molenlepel bedoeld zijn. Dat was een molsterschep of graanmaat die bij een korenmolen gebruikt werd. Er heeft echter nooit een korenmolen gestaan in Lepelstraat. De dichtstbijzijnde molens stonden in Oude Molen onder Halsteren en later ook in de Kladde. De naam Lepelstraat is echter ouder dan de molen van de Kladde en de molen van Halsteren stond te ver weg. Lepels werden ook gebruikt bij sommige spelen, maar ook dat verduidelijkt hier weinig.
De naam Lepelstraat komt ook elders voor, bijvoorbeeld als straatnaam aan weerszijden van de Belgisch-Nederlandse grens bij Nieuwmoer. Deze naam is ontleend aan een oude turfvaart. Ook in verschillende steden komt de naam voor. Het meest tot de verbeelding spreekt hierbij de straat in Antwerpen die een middeleeuwse oorsprong heeft en al in de veertiende eeuw bekend was door de hier gevestigde huizen van ontucht. In 1529 maakte het Antwerpse stadsbestuur de straat zelfs tot officiële vestigingsplaats voor de publieke vrouwen. Deze status werd overigens later oorzaak van een naamsverandering. In 1958 doopte men de naam om in Willem Lepelstraat, genoemd naar een zekere Willem Lepel die in de middeleeuwen enkele percelen grond aan deze straat in pacht had. De vrolijke, ontuchtige Lepelstraat is door velen bezongen, onder andere door Bredero en door C. Huijgens. De laatst genoemde schreef "De noble Lepel-straet, het steeghjen van der minnen, Daer niet als vreughd en woont en vriendlicke Godinnen...". Het is niet waarschijnlijk dat het Halsterse Lepelstraat zich op eenzelfde naamsverklaring kan beroepen.
De naam Lepelstraat kan ook verband houden met de vorm van de straat. Thans is Lepelstraat behoorlijk uitgegroeid maar oorspronkelijk was het niet meer dan een straat met een kerk, een veertigtal woningen en enige boerderijen. Deze weg, die thans bestaat uit de Lepelstraatseweg, de Kerkstraat en een deel van de Kladseweg, heeft een sterk gebogen vorm. Men zou er op de kaart een lepel in kunnen herkennen. Mogelijk ligt deze verklaring voor Lepelstraat het meest voor de hand.

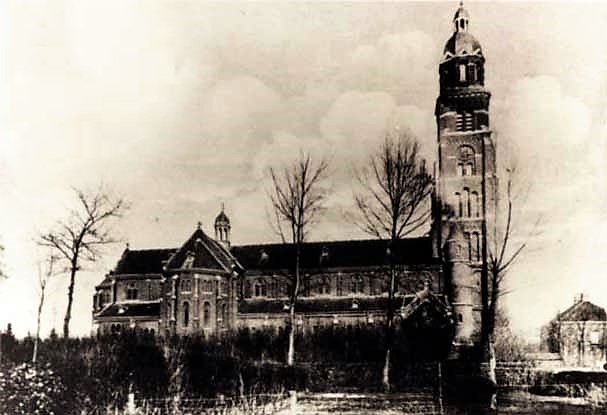
De Antonius van Paduakerk rond 1900

De naam Lepelstraat kan ook nog afkomstig zijn uit het volgende: De Heren van Glymes bezaten boerderijen en pachtgronden. De boeren moesten bij de oogst een lepel graan aan hen afstaan. Dat heette het zogenoemde "Lepelrecht".

## Kerkelijke geschiedenis
Nadat de kerk van Halsteren in 1647 in handen van de protestanten kwam, gingen de Minderbroeders over tot het houden van kerkdiensten in de Celse Hoeve te Lepelstraat, wat oogluikend werd toegestaan. Zo ontstond er een schuurkerk, welke in 1768 nog werd vernieuwd. Hoewel in 1802 de Halsterense katholieken hun kerk weer terugkregen, bleef ook de schuurkerk in gebruik, en ze bleef in feite de hoofdkerk van de nu twee kerken tellende parochie. Pas in 1830 werd de parochie gesplitst en ontstond aldus de parochie Lepelstraat. In de jaren hieropvolgend werd de schuurkerk vergroot, maar in 1875 werd ze vervangen door een groter bouwwerk. Toen de geallieerden op 26 oktober 1944 oprukten vanuit het zuiden begon de Slag om Lepelstraat. Op 28 oktober trokken de Duitsers zich terug, nadat ze eerst de toren hadden opgeblazen. In 1948 begon de herbouw, waarbij een voorfront in basilicastijl verrees, maar de toren niet meer werd herbouwd.

## Bezienswaardigheden
- De Kladse molen, in de nabijgelegen buurtschap Kladde, was een beltmolen uit 1851 die in 1990 werd gesloopt.
- De Sint-Antonius van Paduakerk uit 1950 is een driebeukige kerk in basilicastijl, voorzien van een voorportaal met lessenaarsdak. Het bevindt zich aan de Kerkstraat. Het gebouw verving een door oorlogsgeweld verwoeste voorganger. In 2000 werd een vierkante bakstenen kapel bijgebouwd, eveneens gewijd aan Antonius van Padua. Op 6 september 2022 is de kapel volledig verwoest door een storm. Een boom werd ontworteld en viel zo op de kapel. Later is er een geldinzamelingsactie geweest en is het kapelletje opnieuw opgebouwd. Op 10 september 2023 is het gebouw ingezegend.
- Boerderij Het Slot, iets ten westen van de kom, aan Slotweg 7 dateert van omstreeks 1840 en staat op de plaats van het vroegere Kasteel van Halsteren.
- De Celse Hoeve aan Kerkstraat 71 is een woning uit 1765, in de 19e eeuw gemoderniseerd. Het huis deed dienst enige tijd als pastorie bij de schuurkerk.

## Verenigingen
Lepelstraat kent enkele sportverenigingen zoals de Lepelstraatse Boys, Tennis Vereniging Lepelstraat en de Marjola Girls. Tevens is dweilband Effe Uitblaoze, met als thuishonk "het Gemeenschapshuis" actief in het dorp. Ook heeft Lepelstraat een buurthuis, (SKW) 't Weike genaamd. Hier kunnen zowel jongeren als volwassenen en ouderen meedoen aan verschillende activiteiten. Ook is in Lepelstraat sinds 2008 een Thomashuis waar acht mensen met een verstandelijke beperking begeleid wonen.

## Carnaval
In carnavalstijd verandert Lepelstraat in 'de Straot' en de Lepelstraters worden dan 'Bessembinders' genoemd. Carnaval in de Straot wordt onder andere gevierd door twee grote bouwclubs, de Leutige Bouwers en 't Vagevuur, en drie dweilbandjes genaamd Effe Uitblaoze, Nog Eentje Toe, Zou 't Lukke. De carnavalsviering begint op zaterdag vier weken voor Aswoensdag met een openingsbal, ook wel het Bessembindersbal genoemd. In de drie tussenliggende weekends daarna worden feestelijkheden georganiseerd door bovengenoemde clubs of door de Stichting Straotse Karnaval, zoals open avonden, kindermiddagen en donateursbals. Het echte feest begint op de zaterdag van het carnavalsweekend, dan rijdt de carnavalsoptocht door de Straot. Op zondag is er een carnavalsmis in de H. Antonius van Paduakerk in het dorp. Later die dag wordt er een kindermiddag georganiseerd. In het verleden werd op maandag de kinderoptocht gereden maar sinds 2023 heeft deze plaatsgemaakt voor de schooloptocht die al plaatsvindt op vrijdagmiddag voor de carnavalsvakantie, in nauwe samenwerking met de enige basisschool in het dorp (LPS De Wegwijzer). Op maandag zijn er nu diverse activiteiten voor kinderen en volwassenen. Op dinsdagavond eindigt het feest met een sluitingsbal waarna om 24:00 uur de Ekster symbolisch wordt afgeschoten.

## Woonachtig
- Nick MacKenzie, zanger

## Nabijgelegen kernen
Halsteren, Steenbergen, Tholen, Nieuw-Vossemeer, De Heen